# Список глав Бенина
Список глав Бенина включает лиц, являвшихся таковыми в Бенине, называвшемся в разные периоды истории Республика Дагомея (), Народная Республика Бенин () и Республика Бенин (). Для удобства список разделён в соответствии с этими названиями государства. Приведённые в преамбулах к каждому из разделов описания этих периодов призваны пояснить особенности политической жизни. В настоящее время государство возглавляет Президент Республики Бенин (фр. Président de la République du Bénin), который с 6 апреля 2016 года одновременно является главой правительства страны.
Применённая в первом столбце таблиц нумерация является условной. Также условным является использование в первых столбцах цветовой заливки, служащей для упрощения восприятия принадлежности лиц к различным политическим силам без необходимости обращения к столбцу, отражающему партийную принадлежность. Также отражён различный характер полномочий главы государства (например, единый срок нахождения во главе государства Кутуку-Юбера Маги в 1960—1963 годах разделён на периоды, когда он являлся главой государства и период, когда он осуществлял полномочия президента). В столбце «Выборы» отражены состоявшиеся выборные процедуры или иные основания, по которым лицо стало главой государства. Наряду с партийной принадлежностью, в столбце «Партия» также отражён внепартийный (независимый) статус персоналий или принадлежность к вооружённым силам, если они играли самостоятельную политическую роль.

## Республика Дагомея (1960—1975)
После провозглашения независимости Республики Дагомея (фр. République du Dahomey) 1 августа 1960 года главой государства (фр. Chef d'état) стал действующий премьер-министр Юбер Мага. В ноябре 1960 года перед парламентскими выборами возглавляемое им Дагомейское демократическое собрание, Дагомейская националистическая партия (лидер — Суру-Маган Апити) и Национальное движение освобождения объединились в Дагомейскую партию единства, которая после запрещения 11 апреля 1961 года оппозиционного Дагомейского демократического союза и ареста его лидера Жюстена Ахомадегбе-Тометена стала единственной в стране.

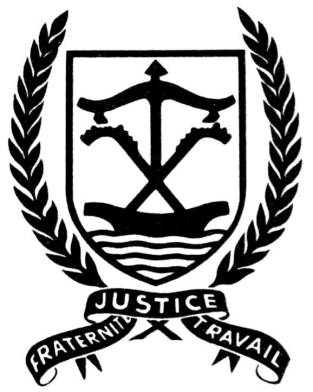
Герб Дагомеи

31 декабря 1960 года Ю. Мага принёс президентскую присягу. После государственного переворота, организованного 28 октября 1963 года начальником штаба национальной армии полковником Кристофом Согло, он подал в отставку, однако вошёл в состав сформированного К. Согло временного правительства, наряду с С.-М. Апити и Ж. Ахомадегбе-Тометеном. Временное правительство распустило Дагомейскую партию единства, в декабре 1963 года С.-М. Апити и Ж. Ахомадегбе-Тометен сформировали Дагомейскую демократическую партию, которая со 100-процентным результатом победила на прошедших 19 января 1964 года парламентских выборах, проведённых после конституционного референдума, реформировавшего политическую систему в соответствии с предложениями К. Согло.
25 января 1964 года лидер победившей Демократической партии С.-М. Апити автоматически занял пост президента, его заместителем (фр. député président) и премьер-министром стал Ж. Ахомадегбе-Тометен. В ноябре 1965 года Исполнительный комитет партии исключил С.-М. Апити из её рядов, затем специально созванная «Народная ассамблея» (в составе членов парламента, лидеров партии и общественных активистов) передала полномочия главы государства заместителю президента. 29 ноября 1965 года (через 2 дня) вмешавшийся в ситуацию генерал К. Согло добился отставки обоих политиков, после чего исполнять президентские обязанности стал председатель Национальной ассамблеи Таиру Конгаку, распустивший 4 декабря 1965 года Демократическую партию. Однако 22 декабря 1965 года К. Согло сам принял полномочия главы государства, аргументировав это неспособностью Т. Конгагу организовать новые выборы в установленный конституцией срок.
17 декабря 1967 года группа офицеров и солдат во главе с майором Морисом Куандете захватила президентский дворец, однако организаторы переворота только 19 декабря 1967 года сформировали Военный революционный комитет (фр. Comité militaire révolutionnaire) во главе с майором Жан-Батистом Ашемом (возглавлявшим при отстранённом К. Согло «Военный комитет бдительности») и на следующий день объявили М. Куандете главой государства. Ещё через день он, сам заняв восстановленный пост премьер-министра, передал полномочия главы государства имевшему широкую поддержку начальнику штаба национальной армии майору Альфонсу Амаду Алле (которого перед тем сам же арестовал «за уклонение от исполнения обязанностей»). 31 марта 1968 года Военный революционный комитет провёл конституционный референдум, а 5 мая 1968 года — президентские выборы, к участию в которых не были допущены бывшие президенты, вице-президенты и члены правительства. Из-за низкой явки (26 %) результаты выборов были объявлены недействительными. 17 июля 1968 года Военный революционный комитет назначил президентом независимого политика Эмиля Зенсу, что 28 июля 1968 года было одобрено на референдуме.
10 декабря 1969 года Морис Куандете, назначенный в сентябре 1968 года начальником штаба национальной армии, но узнавший о президентских планах своего смещения, организовал новый переворот, при котором Э. Зенсу был ранен. М. Куандете вновь не получил необходимой поддержки для признания себя главой государства и 13 декабря 1969 года вошёл в состав Военной директории (фр. Direction militaire), которую возглавил полковник Поль-Эмиль де Суза. Прошедшие 28 марта 1970 года выборы не выявили победителя, при этом более 25 % голосов набрали 3 кандидата, опиравшиеся на различные регионы страны. Чтобы не допустить противоречий между регионами Военная директория приняла решение передать власть триумвирату этих политиков: Юберу Маге (президенту в 1960—1963 годах), Жюстену Ахомадегбе-Тометену (премьер-министру в 1964—1965 годах) и Суру-Магану Апити (президенту в 1964—1965 годах), составившим Президентский совет (фр. Conseil présidentiel). Был установлен порядок их чередования на номинальном посту председателя совета каждые 2 года, 7 мая 1970 года председателем стал Ю. Мага, 7 мая 1972 года — С.-М. Апити. 26 октября 1972 года полномочия совета были прекращены в результате переворота, совершённого подполковником Матьё Кереку, который был провозглашён президентом во главе Военного революционного правительства (фр. Gouvernement révolutionnaire militaire). 30 ноября 1972 года М. Кереку опубликовал программу «Новая политика национальной независимости», был создан Национальный совет революции (фр. Conseil national de la révolution) во главе с Национальным политическим бюро, советы революции и комитеты защиты революции на местах. 30 ноября 1974 года было объявлено о приверженности правительства марксизму-ленинизму, 30 ноября 1975 года — провозглашена Народная Республика Бенин.
|                 | Портрет                     | Имя (годы жизни)                                                                     | Полномочия      | Полномочия              | Партия                               | Выборы       | Должность                                                                           | Пр.                  |
| Начало          | Портрет                     | Имя (годы жизни)                                                                     | Окончание       |                         | Партия                               | Выборы       | Должность                                                                           | Пр.                  |
| --------------- | --------------------------- | ------------------------------------------------------------------------------------ | --------------- | ----------------------- | ------------------------------------ | ------------ | ----------------------------------------------------------------------------------- | -------------------- |
| 1 (I—II)        |                             | Кутуку-Юбер Мага (1916—2000) фр. Coutoucou Hubert Maga                               | 1 августа 1960  | 31 декабря 1960         | Дагомейское демократическое собрание | [ комм. 1 ]  | глава государства фр. Chef d'état                                                   | [ 11 ] [ 12 ] [ 13 ] |
|                 | Дагомейская партия единства | Кутуку-Юбер Мага (1916—2000) фр. Coutoucou Hubert Maga                               | 1 августа 1960  | 31 декабря 1960         |                                      | [ комм. 1 ]  | глава государства фр. Chef d'état                                                   | [ 11 ] [ 12 ] [ 13 ] |
| 31 декабря 1960 | 28 октября 1963             | Кутуку-Юбер Мага (1916—2000) фр. Coutoucou Hubert Maga                               | [ комм. 4 ]     | президент фр. Président |                                      |              |                                                                                     | [ 11 ] [ 12 ] [ 13 ] |
| 2 (I)           |                             | полковник Кристоф Согло (1909—1983) фр. Christophe Soglo                             | 28 октября 1963 | 25 января 1964          | военный                              | [ комм. 5 ]  | президент временного правительства фр. Président du Gouvernement provisoire         | [ 14 ] [ 15 ]        |
| 3               |                             | Марселен-Жозеф-Суру-Миган Апити (1913—1989) фр. Marcellin Joseph Sourou-Migan Apithy | 25 января 1964  | 27 ноября 1965          | Дагомейская демократическая партия   | [ комм. 7 ]  | президент фр. Président                                                             | [ 16 ] [ 17 ]        |
| и. о.           |                             | Жюстен Ахомадегбе-Тометен (1917—2002) фр. Justin Ahomadégbé-Tomêtin                  | 27 ноября 1965  | 29 ноября 1965          | Дагомейская демократическая партия   | [ комм. 8 ]  | заместитель президента фр. Député président                                         | [ 18 ] [ 19 ]        |
| и. о.           |                             | Таиру Конгаку (1911—1993) фр. Tahirou Congacou                                       | 29 ноября 1965  | 22 декабря 1965         | Дагомейская демократическая партия   | [ комм. 9 ]  | президент Национальной ассамблеи фр. Président de l'Assemblée nationale             | [ 20 ]               |
|                 | независимый                 | Таиру Конгаку (1911—1993) фр. Tahirou Congacou                                       | 29 ноября 1965  | 22 декабря 1965         |                                      | [ комм. 9 ]  | президент Национальной ассамблеи фр. Président de l'Assemblée nationale             | [ 20 ]               |
| 2 (II)          |                             | генерал Кристоф Согло (1909—1983) фр. Christophe Soglo                               | 22 декабря 1965 | 19 декабря 1967         | военный                              | [ комм. 11 ] | глава государства фр. Chef d'état                                                   | [ 14 ] [ 15 ]        |
| 4               |                             | майор Жан-Батист Ашем (1929—1998) фр. Jean-Baptiste Hachème                          | 19 декабря 1967 | 20 декабря 1967         | военный                              | [ комм. 12 ] | глава Военного революционного комитета фр. Chef du comité militaire révolutionnaire | [ 21 ]               |
| 5 (I)           |                             | майор Иропа-Морис Куандете (1932—2003) фр. Iropa Maurice Kouandété                   | 20 декабря 1967 | 21 декабря 1967         | военный                              | [ комм. 13 ] | глава государства фр. Chef d'état                                                   | [ 22 ] [ 23 ]        |
| 6               |                             | майор Мама-Альфонс Амаду Алле (1930—1987) фр. Mamah Alphonse Amadou Alley            | 21 декабря 1967 | 17 июля 1968            | военный                              | [ комм. 14 ] | глава государства фр. Chef d'état                                                   | [ 24 ] [ 25 ] [ 26 ] |
| 7               |                             | Эмиль-Дерлен-Анри Зенсу (1918—2016) фр. Émile Derlin Henri Zinsou                    | 17 июля 1968    | 10 декабря 1969         | независимый                          | 1968         | президент фр. Président                                                             | [ 27 ] [ 28 ] [ 29 ] |
| 5 (II)          |                             | майор Иропа-Морис Куандете (1932—2003) фр. Iropa Maurice Kouandété                   | 10 декабря 1969 | 13 декабря 1969         | военный                              | [ комм. 15 ] | начальник Генерального штаба фр. Chef d'état-major de l'armée                       | [ 22 ] [ 23 ]        |
| 8               |                             | полковник Поль-Эмиль де Суза (1930—1999) фр. Paul-Émile de Souza                     | 13 декабря 1969 | 7 мая 1970              | военный                              | [ комм. 16 ] | глава Военной директории фр. Chef du direction militaire                            | [ 30 ] [ 31 ]        |
| —               |                             | Президентский совет                                                                  | 7 мая 1970      | 26 октября 1972         | независимые                          | 1970         | Президентский совет фр. Conseil Présidentiel                                        | [ 10 ]               |
| 9 (I)           |                             | подполковник Матьё Кереку (1933—2015) фр. Mathieu Kérékou                            | 26 октября 1972 | 30 ноября 1975          | военный                              | [ комм. 20 ] | президент фр. Président                                                             | [ 32 ] [ 33 ] [ 34 ] |

### Президентский совет (1970—1972)
Состав Президентского совета (фр. Conseil présidentiel), правящего в Дагомее с 7 мая 1970 года по 26 октября 1972 года. Был установлен порядок чередования трёх членов совета на номинальном посту его председателя каждые 2 года.
|        | Портрет                                                                              | Имя (годы жизни)                                              | Полномочия | Полномочия      | Председательство                                         | Пр.           |
| Начало | Портрет                                                                              | Имя (годы жизни)                                              | Окончание  |                 | Председательство                                         | Пр.           |
| ------ | ------------------------------------------------------------------------------------ | ------------------------------------------------------------- | ---------- | --------------- | -------------------------------------------------------- | ------------- |
|        |                                                                                      | Кутуку-Юбер Мага (1916—2000) фр. Coutoucou Hubert Maga        | 7 мая 1970 | 26 октября 1972 | Председатель совета с 7 мая 1970 года по 7 мая 1972 года | [ 11 ] [ 12 ] |
|        | Жюстен Ахомадегбе-Тометен (1917—2002) фр. Justin Ahomadégbé-Tomêtin                  | Председатель совета с 7 мая 1972 года по 26 октября 1972 года | 7 мая 1970 | 26 октября 1972 | [ 18 ] [ 19 ]                                            |               |
|        | Марселен-Жозеф-Суру-Миган Апити (1913—1989) фр. Marcellin Joseph Sourou-Migan Apithy | пост председателя не занимал                                  | 7 мая 1970 | 26 октября 1972 | [ 16 ] [ 17 ]                                            |               |

## Народная Республика Бенин (1975—1990)

Флаг НР Бенин

30 ноября 1975 года была провозглашена Народная Республика Бенин и создана правящая Партия народной революции Бенина. Руководящими государственными органами являлись Национальный совет революции (фр. Conseil national de la révolution) во главе с Национальным политическим бюро, советы революции и комитеты защиты революции на местах.
26 августа 1977 года была принята конституция Народной республики, по которой законодательным органом становилось Национальное революционное собрание, главой государства — избираемый им по предложению Центрального комитета Партии народной революции Бенина президент, возглавляющий Национальный исполнительный совет (фр. Conseil exécutif national). 6 февраля 1980 года на этот пост был избран Матьё Кереку, 31 июля 1984 года и 2 августа 1989 года он был переизбран. 7 декабря 1989 года М. Кереку заявил об отказе от марксизма-ленинизма. 19 февраля 1990 года была созвана национальная конференция, принявшая решение о начале демократического процесса. 1 марта 1990 страна стала называться Республика Бенин.
|        | Портрет | Имя (годы жизни)                             | Полномочия     | Полномочия   | Партия                           | Пр.                  |
| Начало | Портрет | Имя (годы жизни)                             | Окончание      |              | Партия                           | Пр.                  |
| ------ | ------- | -------------------------------------------- | -------------- | ------------ | -------------------------------- | -------------------- |
| 9 (I)  |         | Матьё Кереку (1933—2015) фр. Mathieu Kérékou | 30 ноября 1975 | 1 марта 1990 | Партия народной революции Бенина | [ 32 ] [ 33 ] [ 34 ] |

## Республика Бенин (с 1990)
После того, как созванная 19 февраля 1990 года национальная конференция приняла решение о начале демократического процесса, 1 марта 1990 страна стала называться Республика Бенин. 12 марта 1990 года решением конференции было сформировано временное правительство во главе с премьер-министром Нисефором Согло. 30 апреля 1990 года правящая Партия народной революции Бенина была распущена, на её основе был сформирован Союз сил прогресса. 2 декабря 1990 года на референдуме была принята новая конституция, после чего проведены выборы, победу на которых одержал Н. Согло, поддерживаемый многопартийной коалицией «Союз за триумф демократического возрождения». Матьё Кереку передал полномочия президента 4 апреля 1991 года. На следующих выборах М. Кереку смог вернуться к власти демократическим путём. В последующие годы политический процесс в стране окончательно стабилизировался.
|            | Портрет                   | Имя (годы жизни)                                                       | Полномочия    | Полномочия    | Партия                                      | Выборы       | Пр.                  |
| Начало     | Портрет                   | Имя (годы жизни)                                                       | Окончание     |               | Партия                                      | Выборы       | Пр.                  |
| ---------- | ------------------------- | ---------------------------------------------------------------------- | ------------- | ------------- | ------------------------------------------- | ------------ | -------------------- |
| 9 (I)      |                           | Матьё Кереку (1933—2015) фр. Mathieu Kérékou                           | 1 марта 1990  | 4 апреля 1991 | Партия народной революции Бенина            | [ комм. 23 ] | [ 32 ] [ 33 ] [ 34 ] |
|            | Союз сил прогресса        | Матьё Кереку (1933—2015) фр. Mathieu Kérékou                           | 1 марта 1990  | 4 апреля 1991 |                                             | [ комм. 23 ] | [ 32 ] [ 33 ] [ 34 ] |
| 10         |                           | Нисефор-Дьедонне Согло (1934—) фр. Nicéphore Dieudonné Soglo           | 4 апреля 1991 | 4 апреля 1996 | Союз за триумф демократического возрождения | 1991         | [ 38 ] [ 39 ] [ 40 ] |
|            | Партия возрождения Бенина | Нисефор-Дьедонне Согло (1934—) фр. Nicéphore Dieudonné Soglo           | 4 апреля 1991 | 4 апреля 1996 |                                             | 1991         | [ 38 ] [ 39 ] [ 40 ] |
| 9 (II—III) |                           | Матьё Кереку (1933—2015) фр. Mathieu Kérékou                           | 4 апреля 1996 | 6 апреля 2001 | Фронт действий за обновление и развитие     | 1996         | [ 32 ] [ 34 ]        |
| 9 (II—III) | 6 апреля 2001             | Матьё Кереку (1933—2015) фр. Mathieu Kérékou                           | 6 апреля 2006 | 2001          | Фронт действий за обновление и развитие     |              | [ 32 ] [ 34 ]        |
| 11 (I—II)  |                           | Тома-Йеи Бони (1952—) фр. Thomas Yayi Boni                             | 6 апреля 2006 | 6 апреля 2011 | независимый                                 | 2006         | [ 41 ] [ 42 ] [ 43 ] |
| 11 (I—II)  | 6 апреля 2011             | Тома-Йеи Бони (1952—) фр. Thomas Yayi Boni                             | 6 апреля 2016 | 2011          | независимый                                 |              | [ 41 ] [ 42 ] [ 43 ] |
| 12 (I—II)  |                           | Патрис-Гийом-Атаназ Талон (1958—) фр. Patrice Guillaume Athanase Talon | 6 апреля 2016 | 23 мая 2021   | независимый                                 | 2016         | [ 44 ] [ 45 ] [ 46 ] |
| 12 (I—II)  | 23 мая 2021               | Патрис-Гийом-Атаназ Талон (1958—) фр. Patrice Guillaume Athanase Talon | действующий   | 2021          | независимый                                 |              | [ 44 ] [ 45 ] [ 46 ] |